# مازاتشو
ماساشيو  (Masaccio)، كنية توماسو دي جيوفاني دي مونة كاساي (كاستل سان جيوفاني، 21 ديسمبر 1401—روما، صيف 1428) كان رسام إيطالي.
ماساشيو (ولد Tommaso Casser وفي بعض الروايات Tommaso di Ser Giovanni di Mone؛ عاش 21 ديسمبر 1401 – 1428 م). رسام إيطالي، من كبار فناني عصر النهضة في إيطاليا. جعل التصوير التشكيلي أقرب إلى الأشكال الطبيعية وذلك باستخدام النماذج والموديلات شديدة القرب من موضوع الرسم، وجعلها في أوضاع طبيعية وشبه حية. وأضفى أيضًا تأثير الضوء والجو المحيط واقعية جديدة على عمله. وكان فن ماساشيو محل إعجاب كثير من فناني إيطاليا المشهورين، مثل: مايكل أنجلو ورفائيل.
مازاتشو، بدأ من الأفكار الفراغية لجوتو (Giotto)، التي حدثها من خلال المنظور البرونيليسكي (Brunelleschi) ومن القوة البلاستيكية لتماثيل دوناتيلو (donatello)، عبر من خلال رسوماتة التي تشابه الحقيقة عن شخصية دافئة وجميلة. استخدم تقنية الكياروسكورو (الضوء والظل) في نمذجة المناظر الطبيعية والعمارة.

## سيرتة
وُلد ماساشيو في سان جيوفاني دي فالدارنو بإيطاليا، بالقرب من فلورنسا، واسمه الحقيقي توماس كاساي، ولقب بماساشيو الذي يعني توم البسيط. درس الفن في فلورنسا وأصبح من الفنانين الكبار في الحادية والعشرين من عمره. وأهم أعمال ماساشيو مجموعة من أعمال الجص في كنيسة سانتا ماريا ديل كارمين في فلورنسا. وتظهر لوحته مال الإتاوة (نحو عام 1427 م) مدى تقدمه في استخدام الشكل والمنظور.
مال الإتاوة، جصية في كنيسة برانكاتشي في سانتا ماريا دل كارمينه، فلورنسا
لدى تنظيف اللوحة، جصية توماسو مازاتشيو الطرد من جنة عدن (1426–1427) فقدت ورق التوت الذي أضيف للوحة لاحقاً.
كان مازاشيو أحد أهم مصوري القرن الخامس عشر، فهو من أسس التصوير النهضوي (نسبة إلى [عصر النهضة]). وقد ورث جيوتو، وقام بتطوير أسلوبه جرياً وراء التقانات والطرائق الجديدة المتعلقة بالمنظور perspective، فمنح الشكل الإنساني وقفات جديدة كلياً أكثر حرية وتحديداً، وكان مازاشيو فتياً جداً حين قدومه إلى فلورنسا، وكان عليه أن يشكل جزءاً من حلقة حول الفنان مازولينو دا بانيكالي Masolino da Panicale الذي يزيده عمراً بنحو عشرين عاماً، ولكن مازاشيو كان الأذكى والألمع، إذ أدخل قواعد جديدة بخصوص المنظور، وواقعية طبيعية أفادت مازولينو ومنحت أعماله نبضاً جديداً على الرغم من احتفاظها بصلتها بالنماذج والأساليب القوطية المتأخرة.
وقد تقدم مازاشيو - مثل معظم الفنانين الآخرين - إلى النقابة Guildes الخاصة بالأطباء والمزارعين في عام 1422، وكان أول عمل قام به مع مازولينو؛ هو «العذراء والطفل والقديسة حَنَّة». ويذكر أيضاً أن مازاشيو كان مع مازولينو في روما للاحتفال باليوبيل عام 1425، فقاما معاً بتصوير لوحة متعددة الأجزاء polyptych بعنوان: «الثلج في سانتا ماريا ماجيوري».

## أسلوبة
إن أسلوب مازاشيو واقعي بالكامل وعظيم، وهذا ما يوضح عدّ هذه اللوحات الجدارية مدة طويلة مدرسة فنية art school دون أن تنعم بشعبية واسعة، فغالبية الأعمال التصويرية التي تعود إلى أواخر القرن الخامس عشر تتعارض كلياً مع المبادئ المعلنة في جداريات كنيسة برانكاتشي. ومن الجدير بالذكر أن ما بقي من هذه الجداريات المتعددة المصاريع «الضلفات» (بوليبتيك) موزّع في كل من نابولي وبيزا وڤيينا وبرلين. أما الأعمال الأخرى التي أبدعها مازاشيو، أو تلك المنسوبة إليه، فهي اليوم في برلين، وبوسطن (متحف غاردنر)، وفلورنسا (متحف أوفيزي وهورن)، ولندن (الغاليري الوطنية) وفي واشنطن (الغاليري الوطنية)

## أعماله
من أعماله الأساسية الأولى لوحة متعددة المصاريع أو «الضلفات» أنجزها مازاشيو عام 1426 لكنيسة كارمين Carmine في مدينة بيزا، وقد مُزق معظمها، وفُقِدَ بعضها، واللوحة الوسطى من هذا العمل الموسومة بـ«العذراء والطفل» موجودة في الصالة الوطنية بلندن، وفيها يبدو مازاشيو أنه نجح في تطوير أسلوبه الصارم والبطولي، بعيداً عن الأسلوب القوطي العالمي، وقد تميز أسلوبه الجديد هذا بالواقعية والرزانة والاقتصاد، وبطريقة توزيعه للمساحات والضوء، فكان قريباً من الفن الإنساني humanistic والذهني intellectual، ولكنه تابع تطوره بالإفادة من دوناتلّو Donatello وبرونيلّسكي Brunelleschi، وقد عُدّ مازاشيو دوماً واحداً من مؤسّسي التصوير الحديث Modern painting. من المرجح أن مازاشيو قد أنجز بين عامي 1426- 1428 لوحة لكنيسة القديسة ماري الجديدة Sainte- Marie- Nouvelle بفلورنسا، يدور موضوعها حول الأقانيم الثلاثة، وعمله الرئيس الخالد جداريات كنيسة برانكاتشي Brancacci في فلورنسا (1427- 1428) والتي أنجزها بالتعاون مع مازولينو، ويعزى إلى مازاشيو من هذه الجداريات اللوحات الآتية: «طرد آدم وحواء من الفردوس» و«دفع الجزية» و«القديس بطرس يوزع الصدقات» و«القديس بطرس يشفي المرضى بطيفه» و«بعث ابن ملك أنطاكية إلى الحياة» و«تتويج القديس بطرس»، وهذا العمل الأخير أكمله المصور فيليبينو ليبي Filippino Lippi. وتعدّ لوحة «دفع الجزية» أشهر أعمال مازاشيو التي اقتبسها عن «إنجيل متى»، ولم يكن قد سبقه أحد إلى استخدامها في الإيقونوغرافيا iconography، وتتلخص في أن جابي الضرائب طالب تلاميذ السيد المسيح\ بدفع الجزية عنهم وعن معلّمهم، فأمر السيد المسيح\ بطرس أن يذهب إلى البحر، ويلقي صنارته، ثم يفتح فم أول سمكة تعلق بها؛ ليأخذ منها درهمين يدفعهما للجابي، وتصور اللوحة الجدارية القصة بمراحلها الثلاث، ففي الوسط السيد المسيح\ وقد التف حوله تلامذته الذين أوقفهم الجابي، ومن بينهم بطرس؛ وهو يصغي إلى أمر السيد المسيح\، وإلى اليسار وبالقرب من خط الأفق يتناول بطرس الدراهم من فم السمكة، وإلى اليمين يعطي الجباية لجابي الضرائب عند بوابة المدينة، ويذهب الناقد الفنان ڤازاري Vasari إلى أن الشخصية التي ترتدي العباءة الحمراء الفضفاضة في منتصف اللوحة هي لمازاشيو نفسه، وهكذا كان مازاشيو - على غرار جيوتو Gioto الذي سبقه بقرن من الزمان - أستاذاً من أرفع طراز يمتلك ناصية الحاسة اللمسية والقدرة على التعبير عنها، وفي ذلك يقول فازاري: «إن مازاشيو قد أضفى على أشكال شخوصه تجسيماً طبيعياً مناسباً لم يظهر في أعمال من سبقه من المصورين. كما أدرك أن الشخوص التي تبدو ثابتة الوقفة تعوزها الرشاقة والاكتمال، وأن من يصوّرها على غير هذا النحو يكشف عن جهله بأصول التضاؤل النسبي وقواعد المنظور. وإن كان جيوتو قد تناول المنظور في تصاويره؛ فإنه قد تناوله بعدّه شيئاً ثانوياً لإبراز تأثيرات معينة، على حين أن مازاشيو سعى إلى الإيحاء بالفراغ بأسلوب رياضي عقلاني». توهم جدارية الثالوث المشاهد المتلقي أنه أمام مدفن (أو قبر) حجريّ تذكاري، وإلى الأسفل منضدة مذبح altar table مع تجويف عميق فوقها Aedicula محفور في الجدار. أما المصلون المانحون في مقدمة الجدارية (الفريسك)؛ فحجمهم أصغر من الحجم الطبيعي، كما أن مجموعة الشخوص في المحراب niche أصغر حجماً. ويدل الرداء الأحمر على المانح في يسار اللوحة، وهو في الحقيقة عضو في الهيئة الحاكمة في فلورنسا. تظهر هذه اللوحة مَعْرِفَةَ مازاشيو الخاصة بمنظور برونيلسكي وتجاربه وأسلوبه المعماري.

## أعمال أخرى
«العذراء والطفل» (الغاليري الوطني - لندن)، و«الصلب» (نابولي- كابو دي مونتي)، و«عبادة المجوس» (متحف الدولة - برلين)، أما الأعمال الأخرى فتوجد في مدينتي بيزا وڤيينا.
حازت تلك السلسلة من اللوحات الجدارية شهرة فورية، وهي تتميز بأهمية بالغة في تاريخ التصوير كله: وقد كتب ألبرتي Alberti وليوناردو داڤنشي L. da Vinci عنها، كما قام ميكلانجلو Michelangelo بدراستها، كما ذكرها المؤرخون والكتاب. وأخيراً فقد حفظت من التلف في القرن السابع عشر من قبل فناني فلورنسا الذين دافعوا عنها ضد مخططات مالكي الكنيسة الذين حاولوا إعادة بنائها وتصويرها وفق أسلوبٍ ينتمي إلى فن الباروك.

## روابط خارجية
- مازاتشو على موقع الموسوعة البريطانية (الإنجليزية)
- مازاتشو على موقع إن إن دي بي (الإنجليزية)